# Municipio de Little Walnut
El municipio de Little Walnut (en inglés: Little Walnut Township) es un municipio ubicado en el condado de Butler en el estado estadounidense de Kansas. En el año 2010 tenía una población de 1044 habitantes y una densidad poblacional de 11,15 personas por km².

## Geografía
El municipio de Little Walnut se encuentra ubicado en las coordenadas 37°41′28″N 96°46′12″O / 37.69111, -96.77000. Según la Oficina del Censo de los Estados Unidos, el municipio tiene una superficie total de 93.59 km², de la cual 93,22 km² corresponden a tierra firme y (0,4 %) 0,37 km² es agua.

## Demografía
Según el censo de 2010, había 1044 personas residiendo en el municipio de Little Walnut. La densidad de población era de 11,15 hab./km². De los 1044 habitantes, el municipio de Little Walnut estaba compuesto por el 94,25 % blancos, el 0,38 % eran afroamericanos, el 1,34 % eran amerindios, el 0,19 % eran asiáticos, el 1,15 % eran de otras razas y el 2,68 % eran de una mezcla de razas. Del total de la población el 2,39 % eran hispanos o latinos de cualquier raza.